# Gare de Sande
La gare de Sande est une gare ferroviaire norvégienne de la ligne du Vestfold, située dans la commune de Sande.

## Situation ferroviaire
La gare est située dans la commune de Sande, dans le comté du Vestfold., et se trouve à 72,86 km d'Oslo.

## Histoire

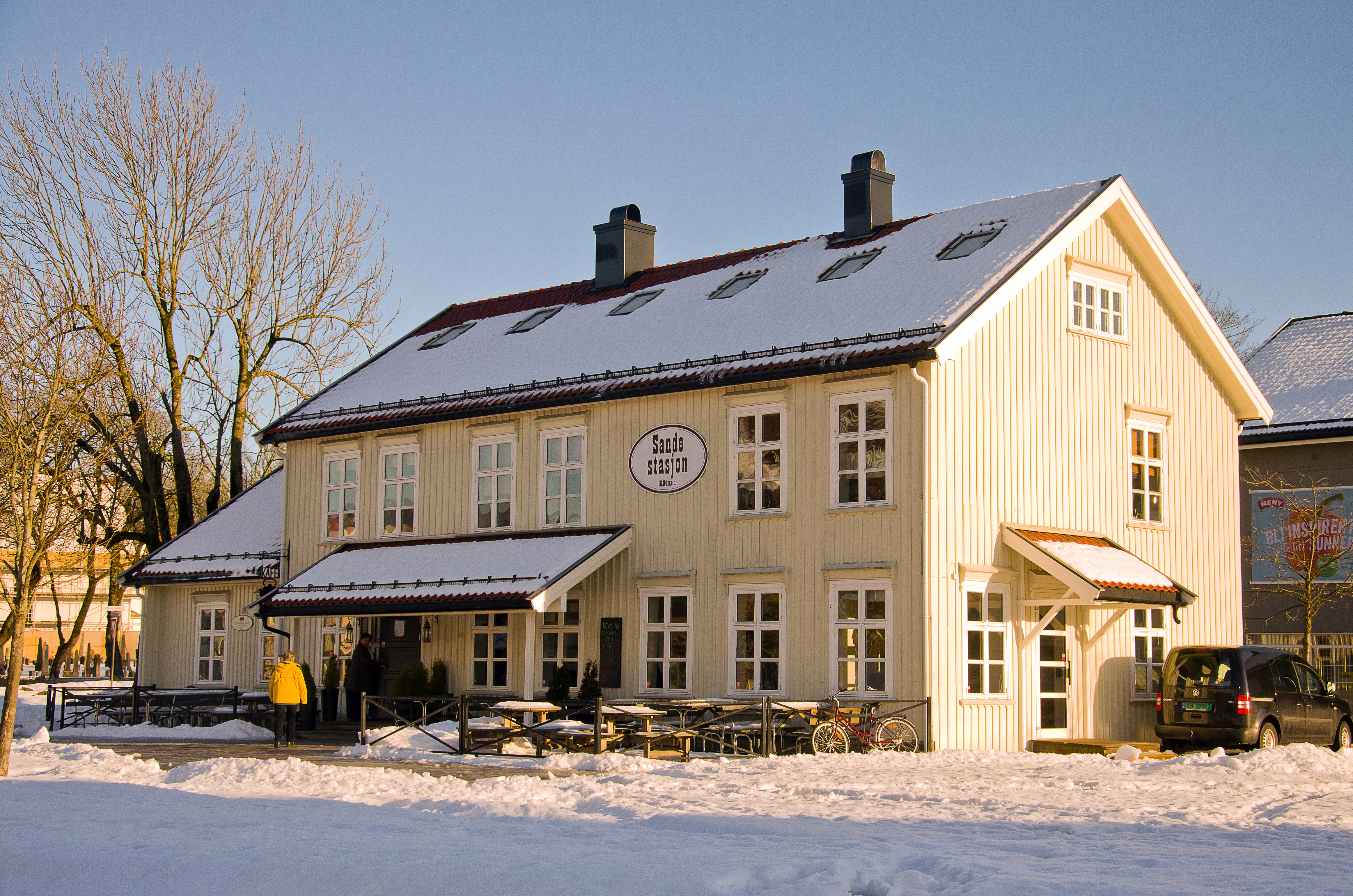
L'ancienne gare de Sande en 2015

La gare a été mise en service le 7 décembre 1881. Elle était alors située au PK 73.07. Le 16 décembre 1970, la gare devient un point d'arrêt et le bâtiment est fermé pour les voyageurs. Le 28 mai 1978, la gare est fermée au trafic passager et ne sert plus qu'au trafic marchandises. Le 1er janvier 1984, la gare ferme totalement et ne sert plus que comme évitement. Mais, le 29 août 1988, les trains s'arrêtent de nouveau à Sande pour les passagers.
Dans les années 1990 débutent les travaux de doublement des voies. Le tronçon Bergsenga - Holm (PK 64.16-76.75) est mis en service le 23 octobre 2001,. Une nouvelle gare est alors créée car l'ancienne n'est plus desservie par le nouveau tracé.

## Service des voyageurs

### Accueil
La gare possède un parking de 200 places et un parc à vélo. Dans le bâtiment on trouve des automates, un kiosque ainsi qu'une salle d'attente et des aubettes sur les quais.

### Desserte
La gare est desservie par la ligne régionale R11 qui relie Skien à Oslo et Eidsvoll.

### Intermodalité
Un arrêt de bus se trouve à proximité de la gare.